# Каламбо (водопад)
Кала́мбо (англ. Kalambo Falls) — водопад на реке Каламбо (впадает в озеро Танганьика), на границе Замбии и Танзании.
Высота водопада достигает 427 м. Популярный туристический объект.
Археологами близ водопада обнаружены многослойные стоянки ряда культур (санго, лупембе, магозийская, уилтонская). Древнейшие из них относятся к эпохе раннего палеолита (ашельская культура). Найденная при раскопках на археологическом участке у водопада Каламбо деревянная конструкция из двух брёвен датируется возрастом 476 тыс. лет и признана древнейшим деревянным сооружением в мире.